# Retroelement

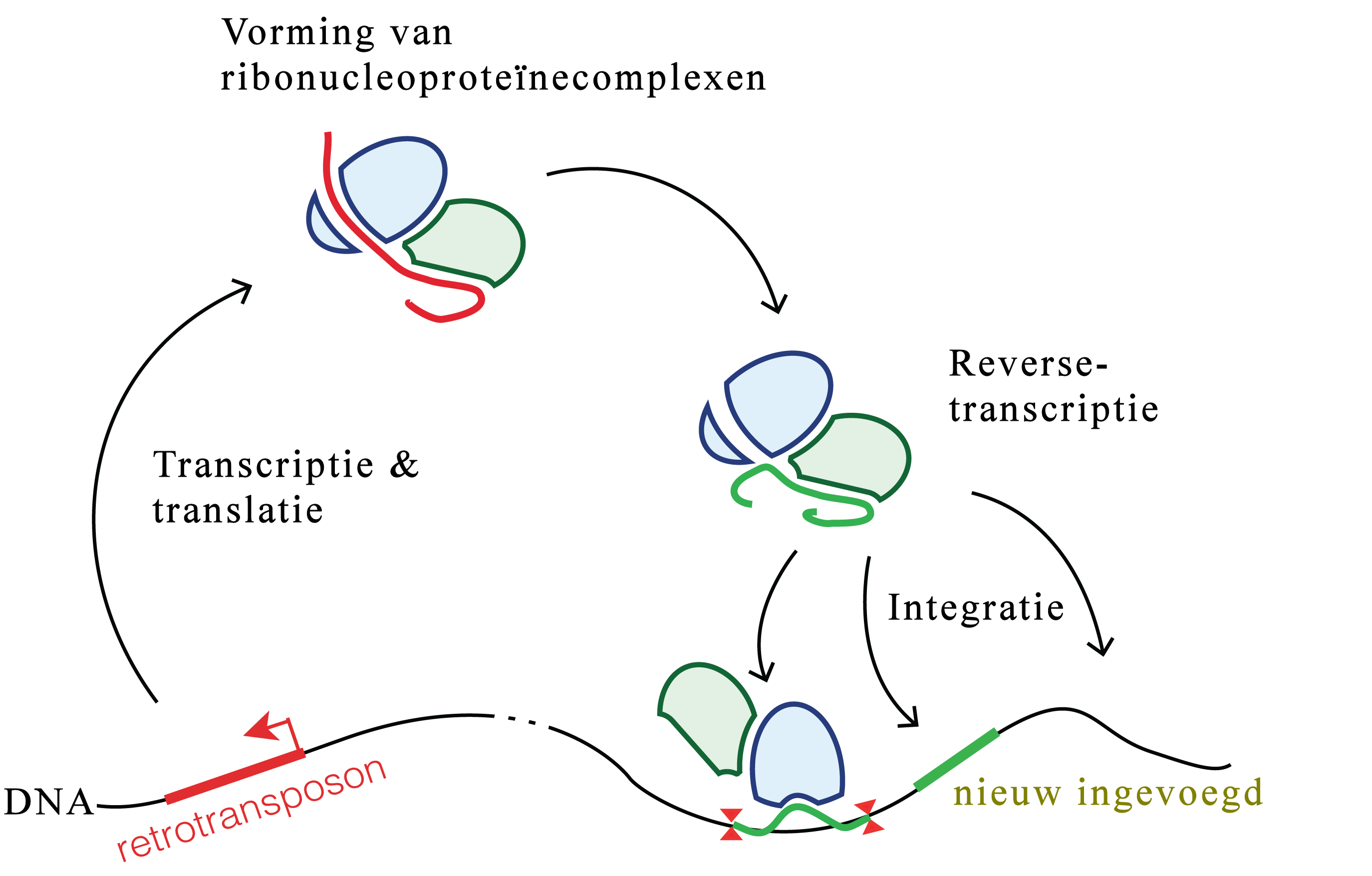
Vereenvoudigde weergave van de cyclus van een retrotransposon

Een retroelement is een in een genoom springend gen, waarbij eerst een RNA-transcriptie gemaakt moet worden, waarvan vervolgens met het enzym "reverse-transcriptase" weer DNA gemaakt wordt. De naam is gekozen omdat dit een omkering is van het normale procedé, waarbij de DNA-volgorde wordt omgezet in een RNA-volgorde. Ze komen het meeste voor op karakteristieke plaatsen in een DNA-streng en coderen met behulp van een intern voorkomende en daardoor meespringende promotor.
Retroelementen zijn bijvoorbeeld:
- Retrotransposon
- Long interspersed nuclear element (LINE)
- Short interspersed nuclear element (SINE)

## Bron
- Yue Xiong & Thomas H. Eickbush: Origin and evolution of retroelements based upon their reverse transcriptase sequences. In: The EMBO Journal, Bd. 9 (1990), Heft 10, S. 3353–3362, ISSN 0261-4189